# مسجد جامع هوتک
مسجد جامع هوتک مربوط به سده‌های متاخر دوران‌های تاریخی پس از اسلام است و در شهرستان کرمان، بخش چترود، دهستان کویرات، روستای هوتک، خیابان امام حسین، جنب حمام قدیمی واقع شده و این اثر در تاریخ ۱۸ اسفند ۱۳۸۷ با شمارهٔ ثبت ۲۵۳۰۹ به‌عنوان یکی از آثار ملی ایران به ثبت رسیده است.